# Канал Двух морей
Канал Двух морей (араб. قناة البحر الميت‎, ивр. תעלת הימים‎) — предлагаемый к постройке канал, который должен пройти от Красного моря в Мёртвое море и должен обеспечить электроэнергией и питьевой водой Иорданию, Израиль и Палестину. Это предложение имеет важную роль в планах в области экономического сотрудничества между Израилем, Иорданией и Палестиной.

## Проект
Уровень воды в Мёртвом море сокращается со скоростью более чем один метр в год, а его площадь сократилась примерно на 30 % за последние 20 лет. Он зависит в значительной степени от поступления около 90 % от объёма воды из реки Иордан. В начале 1960-х годов, рекой направлялось 1,5 млрд м³ воды ежегодно от Галилейского к Мёртвому морю. Но плотины, каналы и насосные станции, построенные Израилем, Иорданией и Сирией, забирающие воду для сельскохозяйственных культур и питья, сократили сток на 95 % — до примерно 100 млн м³.
9 мая 2005 года администрациями Иордании, Израиля и Палестины подписано соглашение о Канале двух морей. Это соглашение было подписано иорданским министром вод Раед Абу Саудом, израильским министром инфраструктуры Биньямином Бен-Элиэзером и палестинским министром планирования Гассаном аль-Хатибом.
Предлагаемый канал должен направлять морскую воду на 230 метров в гору от Красного моря в заливе Акаба в Иордании, а затем свободно течь к Мёртвому морю, которое находится около 420 м ниже уровня моря. Проект будет состоять из примерно 200 км трубопровода, а канал должен следовать долиной Арава в Иордании. Строительство его, как ожидается, займет около пяти лет.
Стоимость сметы варьируется от $1 млрд до $10 млрд, в зависимости от его структуры и этапов. Она включает в себя электростанции и опреснительные заводы. Опреснительные установки будут обеспечивать до 850 млн м³ пресной воды в год для трёх стран. Гидроэлектрическое оборудование будет обеспечивать часть потребностей в электроэнергетике при откачке воды из Красного моря, другая часть энергии, необходимая для опреснения, будет поставляться с использованием традиционных источников энергии.
Короткий маршрут от Средиземного моря был предложен в Израиле, но был отклонен из-за высоких инвестиционных затрат, необходимых для строительства длинного тоннеля.
Предложение строительства Канала Двух морей вызвало некоторое беспокойство в Египте, который считает, что строительство канала приведет к увеличению сейсмической активности в регионе и предоставит Израилю воду для охлаждения его ядерного реактора в г. Димона.
Этот проект вызывает также беспокойство в сфере промышленности и охраны окружающей среды. Существуют риски, связанные с транспортировкой морской воды в долине Арава (в геологически нестабильном регионе), смешением морской воды Красного моря и Мёртвого моря.
9 декабря 2013 г. Израиль, Иордания и Палестинская автономия подписали новое соглашение о строительстве канала.

## Влияние на окружающую среду
Сторонники Канала Двух морей указывают на положительные аспекты, связанные со строительством канала, а именно восстановление исторического уровня Мёртвого моря и обеспечение жителей пресной водой. Тем не менее, передача большого объёма воды из одного моря к другому может оказать резкое влияние на уникальные природные особенности каждого из двух морей, а также пустынной долины Арава, которая разделяет их. Некоторые из этих характеристик, особенно в районе Мёртвого моря, являются уникальными в глобальном масштабе, и поэтому решающее значение имеет их сохранность.
Экологическая группа «Друзья Земли» на Ближнем Востоке выступила с протестом против якобы преждевременного утверждения проекта Канала Двух морей со стороны израильского правительства, без достаточной оценки воздействия проекта на природную среду в этом районе. Группа называет несколько возможных вредных последствий реализации проекта, способных повлиять на уникальные природные комплексы в Красном море, Мёртвом море и Араве:
1. Ущерб уникальной природной системе Мёртвого моря в результате смешивания её с опреснённой водой Красного моря, которая имеет совсем другой химический состав. Это включает в себя изменения в солёности воды, массовое образование гипса, формирование летучих токсичных соединений, изменение скорости испарения воды, изменения среди бактерий и водорослей, живущих на поверхности моря, химические изменения в породах, окружающих воду, а также потеря уникальных преимуществ для здоровья, благодаря которым возникла большая часть туристических центров в районе Мёртвого моря.
2. Ущерб, наносимый коралловым рифам в заливе Акаба из-за забора воды.
3. Ущерб природному ландшафту и экосистемам в Араве из-за строительства и увеличения влажности воздуха, вызванного открытием секций канала.
4. Ущерб водоносным горизонтам Аравы из-за загрязнения подземных вод водой из Мёртвого моря. Аллювиальные отложения в Вади-Араба содержат горизонты пресной воды. В случае разрыва трубопровода (который может произойти в случае землетрясения) эти водоносные горизонты будут непоправимо повреждены. Это может нести фатальные последствия для сельского хозяйства и экосистем в Араве.
5. Угрозы археологическому наследию. Трубопровод пересечёт районы важного культурного наследия, такие как Вади-Финан, где проходила самая ранняя добыча меди в мире.